# Calcatodrillia
Calcatodrillia là một chi ốc biển, là động vật thân mềm chân bụng sống ở biển trong họ Turridae.

## Các loài
Các loài thuộc chi Calcatodrillia bao gồm:
- Calcatodrillia chamaeleon Kilburn, 1988[2]
- Calcatodrillia hololeukos Kilburn, 1988[3]